# Lehtisaari (ö i Finland, Södra Savolax, Pieksämäki, lat 61,71, long 27,86)
Lehtisaari eller Petääsaari är en ö i Finland. Den ligger i sjön Saimen och i kommunen Jockas i den ekonomiska regionen  Pieksämäki ekonomiska region  och landskapet Södra Savolax, i den södra delen av landet, 230 km nordost om huvudstaden Helsingfors. Öns area är 1,8 hektar och dess största längd är 170 meter i sydväst-nordöstlig riktning.